# Through the Eyes of the Photographer
Pour plus de détails, voir Fiche technique et Distribution.
Through the Eyes of the Photographer  est un film biographique slovaque écrit et réalisé par Matej Mináč et sorti en 2015. Le film retrace la vie de la photographe Zuzana Mináčová et est aussi un documentaire tant sur la vie de cette personnalité que sur l'histoire de la Tchécoslovaquie.

## Fiche technique
- Titre original : Očima fotografky
- Titre français : Through the Eyes of the Photographer
- Réalisation : Matej Mináč
- Scénario : Matej Mináč
- Photographie : Antonín Danhel, Jan Drnek, Peter Zubal, Antoan Pepelanov
- Montage : Robert Cuprík
- Musique : Miloš Krkoška
- Pays d'origine : Slovaquie
- Langue originale : anglais
- Format : couleur
- Genre : documentaire
- Durée : 81 minutes
- Dates de sortie : 
  -  Slovaquie : 2015

## Distribution
- Zuzana Mináčová
- Júlie Ondráčková
- Zdeněk Piškula
- Lukáš Král
- Matej Mináč
- Claudia Cardinale

Des personnalités du monde du cinéma apparaissent en images d'archive, notamment William Friedkin, Federico Fellini, ##Marcello Mastroianni, F. Murray Abraham, Mel Gibson, John Travolta, Scarlett Johansson, Antonio Banderas, Jude Law, Francis Ford Coppola, Robert De Niro, Danny DeVito, Dolores Chaplin, Morgan Freeman, Gina Lollobrigida, Keira Knightley, Lino Ventura, Michael Douglas, Robert Redford, Woody Harrelson, Robert Burton.

## Prix et récompenses
- 2015 : Festival international du film de Haïfa : nomination pour le prix Tobias Spencer